# A Fresh Aire Christmas
A Fresh Aire Christmas é um álbum de Mannheim Steamroller, lançado em 1988.